# Bitwa morska przy wyspie Nevis
Bitwa morska przy wyspie Nevis – starcie zbrojne, które miało miejsce w roku 1667 w trakcie II wojny angielsko-holenderskiej, o niezbyt jasnym przebiegu.
Pod koniec wojny Francuzi podjęli ofensywę w Indiach Zachodnich, głównie siłami Kompanii Zachodnioindyjskiej. Wiceadmirał Joseph-Antoine Lefebvre de La Barre z flotą składającą się z zaadaptowanych statków handlowych zdobył Tobago, Montserrat, Saint Christopher i Antiguę. W lutym eskadra holenderska Abrahama Crijnssena opanowała Surinam.
W marcu na Barbados przypłynął, eskortując konwój, John Berry; jego eskadra składała się z okrętów „Coronation” (56 dział), „Colchester” (48), „East India” i „Quaker”. Na miejscu wzmocnił swe siły adaptując statki „Pearl”, „Constant Katherine”, „William”, „Companion”, „Phoenix” i „John and Thomas”, i z tą eskadrą ustanowił bazę na Nevis. W kwietniu będący w złym stanie „Colchester” został utracony w starciu z dwoma okrętami francuskimi.
Uzgodniwszy wspólną operację przeciw Nevis, de la Barre i Crijnssen spotkali się 18 maja koło Martyniki (niektóre źródła angielskie podają, że koło Saint Christopher). De la Barre posiadał okręty „Lis Couronnée” (38 dział, kpt. D’Elbée, okręt flagowy), „Justice” (32, wadm. de Clodoré, kpt. Jacques Gauvain), „Concorde” (32, kadm. Dulion), „Saint Jean” (34, kpt. Chevalier), „Harmonie” (32, Pingault), „Florissant” (30, La Jaunay), „Saint Christophe” (26, Séguin), „Hercule” (26, Garnier), „Armes d’Angleterre” (24, Bourdet), „Mercier” (24, Tadourneau), „Irondelle” (14, Mallet), „Nôtre Dame de Bon Voyage” (10 i 12 falkonetów, Du Vigneau), „Marsouin” (transportowiec, 18 dział, Sanson) i dwa brandery: „Cher Ami” (Lescouble) i „Souci” (Ferrand). Do tego doszedł okręt flagowy Crijnssena „Zeelandia” (32) i dwa okręty holenderskie, niosące 28 i 26 dział odpowiednio. Okręty sprzymierzonych miały dodatkowo na pokładzie 1100 – 1200 ludzi desantu.
Do starcia doszło 20 maja; jego przebieg nie jest do końca jasny, ze względu na poważne rozbieżności w angielskich, francuskich i holenderskich źródłach. Przykładowo, J. Castex podaje, że atakująca flota sprzymierzona okrążała wyspę Nevis z północy, a D. Marley – że od południa. Eskadra francusko-holenderska atakowała w dwóch kolumnach, Berry wyszedł im na spotkanie z 13 ze swych 17 okrętów. Starcie rozpoczęło się koło 8 rano i trwało do ok. 11. Część okrętów brytyjskich była ciężej uzbrojona od największej jednostki francuskiej, okrętu flagowego „Lis Couronnée”, który w pewnym momencie został osamotniony i był poważnie zagrożony, dopóki z odsieczą nie przybyły jednostki holenderskie – wówczas okręty angielskie cofnęły się, by uniknąć abordażu.
Ostatecznie flota sprzymierzonych odpłynęła, tracąc po około 30 zabitych i rannych na okrętach francuskich i tyleż na holenderskich; Anglicy stracić mieli 144 zabitych i 28 rannych. D. Marley podaje straty rzędu 80 ludzi po stronie brytyjskiej i 20 po sprzymierzonych. Berry prawdopodobnie stracił 2-3 mniejsze jednostki. Po bitwie flota holendersko-francuska podzieliła się, Holendrzy odpłynęli na północ, by w czerwcu zaatakować Wirginię, a Francuzi na Martynikę, gdzie z początkiem lipca zostali zniszczeni przez adm. Harmana.